# Université Constantin Brâncuși
L'université Constantin Brâncuși est une université située à Târgu Jiu, en Roumanie.

## Historique
Fondé en 1992, l'établissement porte le nom de Constantin Brâncuși.